# Erazem Lorbek
Erazem Lorbek (* 21. Februar 1984 in Ljubljana, SFR Jugoslawien) ist ein ehemaliger slowenischer Basketballspieler. Seine Brüder Domen und Klemen sind ebenfalls professionelle Basketballspieler, ihr gemeinsamer Vater Radovan ist Präsident der Adriatic Basketball Association.

## Laufbahn

### Vereinskarriere
Lorbek spielte College-Basketball für die Michigan State University in der NCAA, bevor er 2003 zu Fortitudo Bologna wechselte. Dort war er bis 2006 aktiv und wurde 2005 italienischer Meister. Außerdem erreichte er 2004 mit Fortitudo das Finale der EuroLeague und wurde in der Folgesaison mit der erstmals vergebenen Rising Star Trophy ausgezeichnet. 
Nachdem er für ein halbes Jahr für Unicaja Málaga gespielt hatte, kehrte Lorbek 2007 nach Italien zurück und unterschrieb bei Benetton Treviso. Durch den Einsatz Lorbeks jedoch überschritt der Verein die maximal erlaubte Zahl an eingesetzten Spielern pro Saison in der Serie A und wurden mit einem Punktabzug bestraft, weshalb Lorbek nach knapp zwei Monaten erneut den Verein wechselte und zu Lottomatica Roma ging. 
Im Jahr darauf unterschrieb er einen Vertrag bei ZSKA Moskau. Mit diesem Verein wurde er russischer Meister und erreichte das Finale der EuroLeague-Saison 2008/09, in der er auch ins All Euroleague Second Team gewählt wurde.
Nach einem Jahr wechselte Lorbek zum FC Barcelona. Mit Barcelona gewann er 2010 die Euroleague und wurde erneut für das All Euroleague Second Team nominiert, 2011 wurde er mit dem katalanischen Verein spanischer Meister. 
In der folgenden Saison wurde Lorbek erstmals ins All Euroleague First Team gewählt und erreichte mit Barcelona das Final Four des Wettbewerbs. Außerdem gewann er wiederum die spanische Meisterschaft und wurde zum Most Valuable Player der Finalserie gewählt. Nach dem dritten Meistertitel 2014 verließ Lorbek den Verein.

### Nationalmannschaft
Lorbek war Spieler der slowenischen Nationalmannschaft und nahm mit ihr an den Europameisterschaften 2005, 2007, 2009 und 2011 teil. Bei der EM 2009 wurde er zudem ins All Tournament Team gewählt.